# Lycium dasystemum
Lycium dasystemum ist eine Pflanzenart aus der Gattung der Bocksdorne (Lycium) in der Familie der Nachtschattengewächse (Solanaceae).

## Beschreibung
Lycium dasystemum ist ein kräftiger, aufrecht wachsender Strauch, der Wuchshöhen von bis zu 1,5 m erreicht. Seine Laubblätter sind 15 bis 60 mm lang und 5 bis 15 mm breit.
Die Blüten sind zwittrig. Der Kelch ist glockenförmig und bewimpert, seine Kelchröhre ist 4 mm lang. Die Krone ist trichterförmig und purpurn gefärbt. Die Kronröhre ist 9 bis 13 mm lang, die Kronlappen etwa halb so lang. Die Staubfäden sind mit wimperartigen Haaren besetzt.
Die Frucht ist eine rote, eiförmige oder langgestreckte Beere, die 10 bis 12 mm lang und 5 bis 8 mm breit wird und mehr als 20 Samen enthält.

## Vorkommen
Die Art ist in Eurasien verbreitet und kommt dort in den chinesischen Provinzen Gansu, Qinghai und Xinjiang, sowie in Afghanistan, Kasachstan, Kirgisistan, Pakistan, Tadschikistan, Turkmenien und Usbekistan vor.

## Belege
- J.S. Miller und R.A. Levin: Lycium dasystemum. In: Project Lycieae